# Gare d'Oiwake (Akita)
La gare d'Oiwake (追分駅, Oiwake-eki) est une gare ferroviaire de la ville d'Akita, dans la préfecture d'Akita au Japon. Elle est exploitée par la compagnie JR East.

## Situation ferroviaire
La gare est située au point kilométrique (PK) 311,7 de la ligne principale Ōu. Elle marque le début de la ligne Oga.

## Historique
La gare est inaugurée le 21 octobre 1902.

## Service des voyageurs

### Accueil
La gare dispose d'un bâtiment voyageurs ouvert tous les jours, avec des guichets et des automates pour l'achat de titres de transport.

### Dispositions des quais
- Ligne Oga :
  - voies 1 et 2 : direction Oga
- Ligne principale Ōu :
  - voies 1 et 2 : direction Aomori
  - voies 1 et 3 : direction Akita